# Lengby
Lengby és una població dels Estats Units a l'estat de Minnesota. Segons el cens del 2000 tenia 79 habitants.

## Demografia
Segons el cens del 2000, Lengby tenia 79 habitants, 42 habitatges, i 21 famílies. La densitat de població era de 127,1 habitants per km².
Dels 42 habitatges en un 23,8% hi vivien nens de menys de 18 anys, en un 40,5% hi vivien parelles casades, en un 7,1% dones solteres, i en un 50% no eren unitats familiars. En el 45,2% dels habitatges hi vivien persones soles el 33,3% de les quals corresponia a persones de 65 anys o més que vivien soles. El nombre mitjà de persones vivint en cada habitatge era d'1,88 i el nombre mitjà de persones que vivien en cada família era de 2,57.
Per edats la població es repartia de la següent manera: un 16,5% tenia menys de 18 anys, un 3,8% entre 18 i 24, un 20,3% entre 25 i 44, un 31,6% de 45 a 60 i un 27,8% 65 anys o més.
L'edat mediana era de 50 anys. Per cada 100 dones de 18 o més anys hi havia 120 homes.
La renda mediana per habitatge era de 24.583 $ i la renda mediana per família de 35.000 $. Els homes tenien una renda mediana de 31.250 $ mentre que les dones 24.375 $. La renda per capita de la població era de 15.864 $. Entorn del 7,7% de les famílies i el 9,1% de la població estaven per davall del llindar de pobresa.

## Poblacions més properes
El següent diagrama mostra les poblacions més properes.